# Primeira Liga 2009/10
Die Primeira Liga 2009/10 (offiziell Liga Sagres) war die 76. Saison der höchsten portugiesischen Spielklasse im Fußball der Männer. Sie begann am 16. August 2009 und endete am 9. Mai 2010 mit dem 30. und letzten Spieltag. Neu dabei waren der SC Olhanense und União Leiria, die den sofortigen Wiederaufstieg feiern konnten. Amtierender Meister war der FC Porto, der zum fünften Mal in Folge die Meisterschaft gewinnen könnte.

## Teilnehmer
CF Estrela Amadora wurde, wegen finanzieller Probleme, die Teilnahme am Profifußball untersagt. Amadora musste in die II Divisão (die dritthöchste Liga) zwangsabsteigen. Belenenses Lissabon konnte deswegen, trotz sportlichen Abstiegs, die Klasse halten.
| Mannschaften         | Trainer             | Stadt             | Saison 2008/09 |
| -------------------- | ------------------- | ----------------- | -------------- |
| Académica Coimbra    | André Villas-Boas   | Coimbra           | 7. Platz       |
| CF Belenenses        | João Carlos Pereira | Lissabon          | 15. Platz      |
| SL Benfica           | Jorge Jesus         | Lissabon          | 3. Platz       |
| Sporting Braga       | Domingos Paciência  | Braga             | 5. Platz       |
| União Leiria         | Manuel Fernandes    | Leiria            | Aufsteiger     |
| Leixões SC           | José Mota           | Matosinhos        | 6. Platz       |
| Marítimo Funchal     | Carlos Carvalhal    | Funchal           | 9. Platz       |
| Nacional Funchal     | Manuel Machado      | Funchal           | 4. Platz       |
| Naval 1º de Maio     | Ulisses Morais      | Figueira da Foz   | 13. Platz      |
| SC Olhanense         | Jorge Costa         | Olhão             | Aufsteiger     |
| FC Paços de Ferreira | Paulo Sérgio        | Paços de Ferreira | 10. Platz      |
| FC Porto             | Jesualdo Ferreira   | Porto             | Meister        |
| Rio Ave FC           | Carlos Brito        | Vila do Conde     | 12. Platz      |
| Vitória Setúbal      | Carlos Azenha       | Setúbal           | 14. Platz      |
| Sporting CP          | Paulo Bento         | Lissabon          | Vizemeister    |
| Vitória Guimarães    | Nelo Vingada        | Guimarães         | 8. Platz       |

## Spielorte, Spielstätten und Zuschauer
| Stadt             | Einwohner | Verein               | Stadion                             | Kapazität |
| ----------------- | --------- | -------------------- | ----------------------------------- | --------- |
| Braga             | 155.000   | Sporting Braga       | Estádio Municipal de Braga          | 30.154    |
| Coimbra           | 149.497   | Académica Coimbra    | Estádio Cidade de Coimbra           | 30.616    |
| Guimarães         | 162.572   | Vitória Guimarães    | Estádio D. Afonso Henriques         | 29.644    |
| Funchal           | 103.962   | Marítimo Funchal     | Estádio dos Barreiros               | 09.177    |
| Leiria            | 050.200   | União Leiria         | Estádio Dr. Magalhães Pessoa        | 29.771    |
| Lissabon          | 499.700   | Benfica Lissabon     | Estádio da Luz                      | 65.272    |
| Funchal           | 103.962   | Nacional Funchal     | Estádio da Madeira                  | 03.000    |
| Paços de Ferreira | 008.500   | FC Paços de Ferreira | Estádio da Mata Real                | 15.000    |
| Matosinhos        | 028.500   | Leixões SC           | Estádio do Mar                      | 09.730    |
| Vila do Conde     | 020.000   | Rio Ave FC           | Estádio dos Arcos                   | 12.815    |
| Porto             | 216.080   | FC Porto             | Estádio do Dragão                   | 54.378    |
| Lissabon          | 499.700   | Sporting Lissabon    | Estádio José Alvalade               | 52.000    |
| Olhão             | 031.100   | SC Olhanense         | Estádio José Arcanjo                | 10.000    |
| Figueira da Foz   | 032.500   | Naval 1º de Maio     | Estádio Municipal José Bento Pessoa | 10.000    |
| Setúbal           | 091.300   | Vitória Setúbal      | Estádio do Bonfim                   | 19.000    |
| Lissabon          | 499.700   | Belenenses Lissabon  | Estádio do Restelo                  | 30.000    |

## Spielball
In dieser Saison wird mit dem Adidas Terrapass Portugal gespielt. Die Farbgebung in gelber Grundfarbe mit roten Punkten wurde durch die Nationalflagge Portugals inspiriert. Mit dem Europass Portugal wird in der Liga Sagres, Liga de Honra (Liga Vitalis) und im Ligapokal (Carlsberg Cup) gespielt.

## Abschlusstabelle

Logo der Liga Sagres

| Platz | Platz | Verein                | Sp | S  | U  | N  | Tore  | TD  | P  | Anmerkung                                       |
| --- | ----- | --------------------- | -- | -- | -- | -- | ----- | --- | -- | ----------------------------------------------- |
| | 01.   | Benfica Lissabon (LP) | 30 | 24 | 04 | 02 | 78:20 | +58 | 76 | Gruppenphase UEFA Champions League 2010/11      |
| | 02.   | Sporting Braga        | 30 | 22 | 05 | 03 | 48:20 | +28 | 71 | Qualifikation zur UEFA Champions League 2010/11 |
| | 03.   | FC Porto (M) (P)      | 30 | 21 | 05 | 04 | 70:26 | +44 | 68 | Qualifikation zur UEFA Europa League 2010/11    |
| | 04.   | Sporting Lissabon     | 30 | 13 | 09 | 08 | 42:26 | +16 | 48 | Qualifikation zur UEFA Europa League 2010/11    |
| | 05.   | Marítimo Funchal      | 30 | 11 | 08 | 11 | 42:43 | −01 | 41 | Qualifikation zur UEFA Europa League 2010/11    |
| | 06.   | Vitória Guimarães     | 30 | 11 | 08 | 11 | 31:34 | −03 | 41 |                                                 |
| | 07.   | Nacional Funchal      | 30 | 10 | 09 | 11 | 36:46 | −10 | 39 |                                                 |
| | 08.   | Naval 1º de Maio      | 30 | 10 | 06 | 14 | 20:35 | −15 | 36 |                                                 |
| | 09.   | União Leiria (N)      | 30 | 09 | 08 | 13 | 35:41 | −06 | 35 |                                                 |
| | 10.   | FC Paços de Ferreira  | 30 | 08 | 11 | 11 | 32:37 | −05 | 35 |                                                 |
| | 11.   | Académica Coimbra     | 30 | 08 | 09 | 13 | 37:42 | −05 | 33 |                                                 |
| | 12.   | Rio Ave FC            | 30 | 06 | 13 | 11 | 22:33 | −11 | 31 |                                                 |
| | 13.   | SC Olhanense (N)      | 30 | 05 | 14 | 11 | 31:46 | −15 | 29 |                                                 |
| | 14.   | Vitória Setúbal       | 30 | 05 | 10 | 15 | 29:57 | −28 | 25 |                                                 |
| | 15.   | Belenenses Lissabon   | 30 | 04 | 11 | 15 | 23:44 | −21 | 23 | Abstieg in die Liga Vitalis                     |
| | 16.   | Leixões SC            | 30 | 05 | 06 | 19 | 25:51 | −26 | 21 | Abstieg in die Liga Vitalis                     |
| Erläuterung: (M) = amtierender Meister, (P) = amtierender Pokalsieger, (LP) = amtierender Ligapokalsieger (N) = Neuaufsteiger aus der Liga Vitalis |       |                       |    |    |    |    |       |     |    |                                                 |

## Kreuztabelle
Die Kreuztabelle stellt die Ergebnisse aller Spiele dieser Saison dar. Die Heimmannschaft ist in der linken Spalte, die Gastmannschaft in der oberen Zeile aufgelistet.
| 2009/10              | BEN | Sporting Braga | POR | Sporting Lissabon | MAR | Vitória Guimarães | Nacional Funchal | Naval 1º de Maio | União Leiria | FC Paços de Ferreira | Académica de Coimbra | Rio Ave FC | SC Olhanense | Vitória Setúbal | BEL | Leixões SC |
| -------------------- | --- | -------------- | --- | ----------------- | --- | ----------------- | ---------------- | ---------------- | ------------ | -------------------- | -------------------- | ---------- | ------------ | --------------- | --- | ---------- |
| Benfica Lissabon     |     | 1:0            | 1:0 | 2:0               | 1:1 | 3:1               | 6:1              | 1:0              | 3:0          | 3:1                  | 4:0                  | 2:1        | 5:0          | 8:1             | 1:0 | 5:0        |
| Sporting Braga       | 2:0 |                | 1:0 | 1:0               | 2:1 | 3:2               | 2:0              | 0:0              | 2:0          | 1:0                  | 1:0                  | 1:0        | 3:1          | 2:0             | 3:1 | 3:1        |
| FC Porto             | 3:1 | 5:1            |     | 1:0               | 4:1 | 3:0               | 3:0              | 3:0              | 3:2          | 1:1                  | 3:2                  | 2:1        | 2:2          | 2:0             | 1:1 | 4:1        |
| Sporting Lissabon    | 0:0 | 1:2            | 3:0 |                   | 1:1 | 3:1               | 3:2              | 0:1              | 0:1          | 1:0                  | 1:2                  | 5:0        | 3:2          | 2:1             | 0:0 | 1:0        |
| Marítimo Funchal     | 0:5 | 1:2            | 1:0 | 3:2               |     | 0:1               | 1:1              | 1:2              | 1:0          | 3:1                  | 0:0                  | 0:1        | 5:2          | 2:0             | 3:3 | 1:0        |
| Vitória Guimarães    | 0:1 | 1:0            | 1:4 | 1:1               | 1:2 |                   | 2:0              | 3:0              | 2:2          | 1:2                  | 1:0                  | 1:0        | 1:1          | 2:2             | 2:0 | 2:0        |
| Nacional Funchal     | 0:1 | 1:1            | 0:4 | 1:1               | 2:1 | 2:0               |                  | 1:1              | 2:0          | 1:1                  | 4:3                  | 1:1        | 1:1          | 2:1             | 1:0 | 1:0        |
| Naval 1º de Maio     | 2:4 | 0:4            | 1:3 | 0:1               | 2:1 | 0:0               | 0:0              |                  | 1:0          | 1:0                  | 0:1                  | 3:2        | 0:0          | 0:1             | 1:0 | 1:0        |
| União Leiria         | 1:2 | 1:2            | 1:4 | 1:1               | 0:0 | 0:1               | 1:2              | 2:0              |              | 2:1                  | 1:1                  | 1:1        | 2:0          | 3:3             | 1:0 | 2:1        |
| FC Paços de Ferreira | 1:3 | 0:1            | 1:1 | 0:0               | 1:0 | 0:0               | 2:1              | 1:3              | 0:1          |                      | 2:1                  | 1:1        | 2:2          | 5:3             | 0:0 | 1:1        |
| Académica de Coimbra | 2:3 | 0:2            | 1:2 | 0:2               | 2:4 | 2:0               | 3:3              | 2:0              | 0:0          | 1:1                  |                      | 0:1        | 1:1          | 3:0             | 1:1 | 2:0        |
| Rio Ave FC           | 0:1 | 1:1            | 0:1 | 2:0               | 0:0 | 0:0               | 2:0              | 0:0              | 0:2          | 1:2                  | 0:0                  |            | 1:5          | 1:0             | 0:0 | 2:0        |
| SC Olhanense         | 2:2 | 0:1            | 0:3 | 0:0               | 1:2 | 0:2               | 1:0              | 1:0              | 0:0          | 1:1                  | 2:1                  | 0:1        |              | 2:2             | 1:3 | 1:0        |
| Vitória Setúbal      | 1:1 | 0:0            | 2:5 | 0:2               | 3:2 | 0:0               | 2:1              | 0:1              | 0:4          | 0:1                  | 1:1                  | 2:2        | 0:0          |                 | 1:2 | 1:0        |
| Belenenses Lissabon  | 0:4 | 1:3            | 0:3 | 0:4               | 2:2 | 0:1               | 0:1              | 2:0              | 5:2          | 0:3                  | 1:2                  | 0:0        | 0:0          | 0:0             |     | 1:3        |
| Leixões SC           | 0:4 | 1:1            | 0:0 | 1:2               | 1:2 | 3:1               | 2:4              | 1:0              | 3:2          | 2:0                  | 1:3                  | 0:0        | 2:2          | 1:2             | 0:0 |            |

## Torschützenliste
| Pl. | Nat.          | Spieler          | Verein               | Tore (Elfm.) |
| --- | ------------- | ---------------- | -------------------- | ------------ |
| 01. | Paraguay 1990 | Óscar Cardozo    | Benfica Lissabon     | 26 (7)       |
| 02. | Kolumbien     | Falcao           | FC Porto             | 25 (3)       |
| 03. | Portugal      | Liédson          | Sporting Lissabon    | 13 0         |
| 04. | Brasilien     | Cássio           | União Leiria         | 12 0         |
|     | Brasilien     | Djalmir          | SC Olhanense         | 12 (1)       |
|     | Brasilien     | Edgar            | Académica Coimbra    | 12 (4)       |
| 07. | Kamerun       | Albert Meyong Zé | Sporting Braga       | 12 (4)       |
| 08. | Argentinien   | Javier Saviola   | Benfica Lissabon     | 11 0         |
| 09. | Senegal       | Ladji Keita      | Vitória Setúbal      | 10 (1)       |
| 10. | Brasilien     | William          | FC Paços de Ferreira | 10 (3)       |

## Meistermannschaft Benfica Lissabon
| 32. Titel | Benfica Lissabon |
|           | - Tor: Quim (30/-) - Abwehr: David Luiz (29/2); Luisão (28/4); Fábio Coentrão (26/-); Maxi Pereira (25/2); César Peixoto (15/-); Sidnei (5/-); José Shaffer (4/-); Miguel Vítor (2/-); Luís Filipe (1/-) - Mittelfeld: Ángel Di María (26/5); Ramires (26/4); Javi García (26/3); Pablo Aimar (25/4); Rúben Amorim (24/3); Carlos Martins (17/3); Keirrison (5/-); Felipe Menezes (5/-); Airton (4/-); Urreta (1/-) - Sturm: Óscar Cardozo (29/26); Javier Saviola (27/11); Nuno Gomes (13/3); Weldon (12/5); Alan Kardec (8/-); Éder Luís (6/1) - Trainer: Jorge Jesus |